# 民藝
民藝，亦稱生活工藝、民間工藝、傳統工藝，本意為民眾的工藝。1925年，日本思想家柳宗悅（1889年3月21日-1961年5月3日，有日本民藝之父美稱）提出「美」可以從民間工藝去尋求，遂有此一詞語。諸如油紙傘、茶几等皆屬此一範疇。